# 日野鼎哉
日野 鼎哉（ひの ていさい、寛政9年（1797年） - 嘉永3年5月24日（1850年7月3日））は日本の医師。豊後国出身。
帆足万里、フィリップ・フランツ・フォン・シーボルトに師事した。1849年にオットー・モーニッケが輸入した痘苗を入手し、京都に除痘館を開き種痘を行った。笠原良策、緒方洪庵に痘苗を分苗した。墓碑は大谷本廟にあったが現在は中京区の京都府医師会館内に移転されている。
大正4年（1915年）、正五位を追贈された。